# ASEC Ndiambour
Association Sportive Artistique et Culturelle Ndiambour w skrócie ASAC Ndiambour – senegalski klub piłkarski, grający obecnie w pierwszej lidze, mający siedzibę w mieście Louga, leżącym w północnej części kraju.

## Sukcesy
- 1. liga[1]:
  - mistrzostwo (3): 1992, 1994, 1998.

- Puchar Senegalu[2]:
  - zwycięstwo (1): 1999.
  - finał (2): 1986, 1995.

- Senegal Assemblée Nationale Cup[2]:
  - zwycięstwo (3): 1998, 2002, 2004.

## Występy w afrykańskich pucharach
| Sezon | Rozgrywki                 | Runda       | Kraj                          | Klub                 | Dom | Wyjazd | Dwumecz      |
| ----- | ------------------------- | ----------- | ----------------------------- | -------------------- | --- | ------ | ------------ |
| 1992  | Puchar CAF                | 1           | Sierra Leone                  | East End Lions FC    | 0–0 | 0–0    | 0–0 (k. 5–4) |
| 1992  | Puchar CAF                | 2           | Tunezja                       | CA Bizertin          | 1–0 | 1–4    | 1–4          |
| 1993  | Puchar Mistrzów           | wstępna     | Republika Zielonego Przylądka | CS Mindelense        | 1–1 | 2–1    | 3–2          |
| 1993  | Puchar Mistrzów           | 1           | Maroko                        | Wydad Casablanca     | 2–1 | 1–3    | 3–4          |
| 1999  | Liga Mistrzów             | wstępna     | Liberia                       | Invincible Eleven    | 4–0 | –      | 4–0          |
| 1999  | Liga Mistrzów             | 1           | Maroko                        | Raja Casablanca      | 1–0 | 0–4    | 1–4          |
| 2000  | Puchar Zdobywców Pucharów | 1           | Wybrzeże Kości Słoniowej      | ASEC Mimosas         | 2–0 | 1–3    | 3–3          |
| 2000  | Puchar Zdobywców Pucharów | 2           | Angola                        | Sagrada Esperança    | 0–0 | 1–1    | 1–1          |
| 2000  | Puchar Zdobywców Pucharów | ćwierćfinał | Egipt                         | Zamalek SC           | 1–0 | 1–3    | 2–3          |
| 2001  | Puchar CAF                | 1           |                               | Al-Mahalla SC        | 2–0 | 1–2    | 3–2          |
| 2001  | Puchar CAF                | 2           | Maroko                        | Wydad Casablanca     | 0–2 | 1–1    | 1–3          |
| 2002  | Puchar CAF                | 1           | Burkina Faso                  | ASFA Yennenga        | 0–0 | 1–1    | 1–1          |
| 2002  | Puchar CAF                | 2           | Algieria                      | JS Kabylie           | 0–0 | 3–6    | 3–6          |
| 2005  | Puchar Konfederacji       | 1           | Ghana                         | King Faisal Babes FC | 1–1 | 0–3    | 1–4          |

## Stadion
Domowe mecze klub rozgrywa na stadionie o nazwie Stade Alboury Ndiaye w Loudze, który może pomieścić 1500 widzów.